# Monster (песня Skillet)
«Monster» (Монстр) — второй сингл из альбома «Awake» американской христианской рок-группы Skillet, вышедшего в 2009 году. «Monster» также является второй музыкальной композицией в альбоме. Этот сингл стал прорывным для коллектива, заняв 4-е место в Mainstream rock charts и 101-е на Billboard Bubbling Under Hot 100 Chart. Также можно найти радио-версию сингла на Deluxe Version, в которой отсутствует «рычащая» часть песни. Это так же пятый по счету сингл группы, выпущенный на компакт-дисках.

## Восприятие
Сингл поднялся на 20-е место в Billboard Rock Songs chart, 11-е в iTunes Rock charts, 7-е в Billboard Heatseeker charts, 4-е в US Active Rock charts и Mainstream rock charts, 2-е на Христианском хард-рок радио и 1-е на Христианском рок радио.

## Продвижение
World Wrestling Entertainment до недавнего времени использовала «Монстра» для большинства своих главных состязаний. Эта песня также звучит в профессиональной реслинговой видео игре WWE SmackDown vs. Raw 2010. Эта песня также использовалась в телепередаче NBC WrestleMania XXV. Эта песня в придачу была использована в шоу от MTV Bully Beatdown
В 2009 году, 4 октября «Монстр» звучала для команды AHL Lake Erie Monsters В городе Кливленде, штат Огайо.
Монстр был выпущен в качестве установочного трека для видео игры Rock Band

## Видео
Музыкальное видео для «Монстра» было снято под управлением братьев Ервинов, и было выпущено 2 сентября 2009 года на Noisecreep. Съемки клипа происходили в одной из больничных комнат, а в соседней комнате, вокалист и клавишница, Джон Купер и его супруга Кори Купер связанные подвергались исследованиям медицинской команды в лице Джен Леджер и Бена Касики. В этот момент действие резко меняется и ранее связанные, герои уже свободны и пытаются покинуть здание, когда вдруг в него врывается отряд SWAT и начинает их преследовать. Видео заканчивается тем что узники покидают здание больницы под сообщение, передаваемое по рации, что подозреваемые потеряны, а те в свою очередь уходят, и солнце слепит их глаза.
На декабрь 2024 видео просмотрело более 472 миллионов человек на Atlantic Records

## Награды
Песня была номинирована на премию «Short Form Video Of The Year»

## Исполнители
- Джон Купер — вокал, бас
- Кори Купер — гитара, клавишные
- Бен Касика — гитара
- Джен Леджер — барабаны.